# Piotr Bielczyk
Piotr Bielczyk (ur. 17 lutego 1952 w Warszawie) – polski lekkoatleta specjalizujący się w rzucie oszczepem, olimpijczyk z Montrealu 1976.

## Życiorys
Absolwent XXII Liceum Ogólnokształcącego im. Jose Marti w Warszawie. Uczestnik Igrzysk Olimpijskich w Montrealu w 1976 roku. Zajął tam 4 miejsce z wynikiem 86,50 (wygrał Miklós Németh). W 1978 roku w Pradze na Mistrzostwach Europy z wynikiem 81,80 zajął 8 miejsce (zwyciężył Michael Wessing). 22 czerwca 1976 roku w Bydgoszczy na stadionie Zawiszy podczas XXII Memoriał Janusza Kusocińskiego jako pierwszy i jedyny w historii Polak rzucił oszczepem ponad 90 metrów (90,78). Wówczas był to czwarty rezultat sezonu na świecie. Ten wynik był do zmiany środka ciężkości oszczepu w 1986 roku niepobitym rekordem Polski.
Reprezentował barwy AZS-AWF Warszawa (1969–1972), Legii Warszawa (1973–1974) oraz ponownie AZS AWF (od 1975 do końca kariery).
Żonaty z Zofią Bielczyk – znaną sprinterką lat 70. Ich syn Michał Bielczyk jest sprinterem i reprezentantem Polski.

## 10 najlepszych wyników
| Wynik | Data             | Miejsce     |
| ----- | ---------------- | ----------- |
| 90,78 | 22 czerwca 1976  | Bydgoszcz   |
| 88,10 | 15 sierpnia 1976 | Warszawa    |
| 88,04 | 15 maja 1976     | Ateny       |
| 87,90 | 20 sierpnia 1976 | Warszawa    |
| 86,50 | 26 lipca 1976    | Montreal    |
| 86,30 | 30 czerwca 1979  | Lüdenscheid |
| 86,12 | 29 maja 1977     | Warszawa    |
| 85,04 | 9 maja 1976      | Madryt      |
| 85,04 | 31 sierpnia 1979 | Budapeszt   |
| 84,94 | 24 sierpnia 1978 | Spała       |